# 칼텡 푸트라 FC
칼텡 푸트라 FC(인도네시아어: Kalimantan Tengah Putra Football Club)는 팔랑카라야을 연고로 하는 인도네시아의 축구단이다. 현재 리가 2에 참가하고 있다.